# Point MacKenzie
Point MacKenzie is een plaats (census-designated place) in de Amerikaanse staat Alaska, en valt bestuurlijk gezien onder Matanuska-Susitna Borough.

## Demografie
Bij de volkstelling in 2000 werd het aantal inwoners vastgesteld op 111.

## Geografie
Volgens het United States Census Bureau beslaat de plaats een oppervlakte van
389,3 km², waarvan 383,3 km² land en 6,0 km² water.

## Plaatsen in de nabije omgeving
De onderstaande figuur toont nabijgelegen plaatsen in een straal van 40 km rond Point MacKenzie.